# اولما (کالیفرنیا)
اولما (به انگلیسی: Olema) یک منطقهٔ مسکونی در ایالات متحده آمریکا است که در شهرستان مارین، کالیفرنیا واقع شده‌است. اولما ۲۱ متر بالاتر از سطح دریا واقع شده‌است.